# Snyderina guentheri
Snyderina guentheri är en fiskart som först beskrevs av George Albert Boulenger, 1889.  Snyderina guentheri ingår i släktet Snyderina och familjen Tetrarogidae. Inga underarter finns listade i Catalogue of Life.